# Eventyrtid
Eventyrtid er et program på Cartoon Network med hovedpersonerne, den 14-årige Finn og hans hund, den 28-årige Jake, som bærer magiske kræfter. Sammen tager de på masser af eventyr, hvor de møder karakterer som blandt andet Prinsesse Sukkermås, Iskongen, Frøken Regnhjørning og vampyren Marceline.
Serien startede i 2010 og blev afsluttet d. 3. september 2018 på dens 10. sæson.

## Stemmer

### Engelske stemmer
- Jeremy Shada - Finn the human
- John DiMaggio - Jake the Dog
- Hynden Walch - Princess Bubblegum (Prinsesse Sukkermås)
- Tom Kenny - Ice King (Iskongen)
- Niki Yang - Lady Rainicorn (Frøken Regnhjørning)
- Olivia Olson - Marceline the Vampire (Vampyren Marceline)

## Danske stemmer
- Oliver Berg - Finn
- Hans Henrik Bærentsen - Jake
- Peter Zhelder - Iskongen
- Thea Iven Ulstrup - Prinsesse Sukkermås
- Özlem Saglanmak - Marceline
- Sonny Lahey - Klumperumsprinsessen / Jarlen af Citrushaps / Kanel Karsten m.fl.
- Mette Marckmann - Snabelone
- Malte Milner Find - Diverse
- Tobias Staugaard - (Tekniker på serien)
- Søren Graae Rasmussen - (Oversætter) (sæson 2, 3, 4 og 5)
- Martin Møller - (Oversætter) (sæson 1, 2, 6 og 7)